# Giulio Glorioso
Giulio Glorioso (Udine, 4 gennaio 1931 – Roma, 20 giugno 2015) è stato un giocatore di baseball italiano.
La sua lunga carriera agonistica si svolge tra il 1948 al 1974. È stato considerato il più grande giocatore italiano di baseball di tutti i tempi.

## Carriera
Si è laureato campione d'Italia con la Lazio nel 1949 e nel 1955. 
Debutta nel primo campionato italiano con la Lazio a 18 anni. Dopo una breve esperienza nella "Minor League" con i Cleveland Indians in U.S.A., fa ritorno alla Lazio, fino alla stagione 1958 quando si accasa alla Roma Baseball, dove giocherà due campionati. Nel 1961 gioca con la Europhon Milano e nel 1963 milita nel Nettuno Baseball Club per tre stagioni. Nel 1966 gioca nella Tanara Parma e l'anno successivo torna a giocare nella Lazio. Tra il 20 e il 21 agosto 1968 è a Praga con la Lazio Baseball per una serie di partite, ma nella notte avviene l'invasione sovietica con la conseguente fine della Primavera di Praga. Lui e la squadra riescono a rientrare a Roma non senza problemi logistici. A 43 anni, nel 1974 chiude la carriera nella Roma. È stato fino al 2001 presidente del club. Nel 2000 dopo tanti anni di campionati tra serie A B e C decide di unire le forze insieme al Capannelle ed il Woodstock formando un'unica squadra di giocatori romani. Iscrissero la squadra senior al campionato nazionale di serie B formando un gruppo fortissimo di ragazzi guidati dai coach Alfredo Calvani, Davide Usiello, Maurizio Calabretto, Angelo Mariola e Gianni Occidente. La fusione durò solo una stagione a causa del risultato negativo ottenuto sul campo.
È scomparso nel 2015 all'età di 84 anni.
Nella sua carriera ha vinto sette scudetti, il primo proprio con la sua Lazio, un titolo europeo nel 1954 e una Coppa dei campioni con il Nettuno nel 1965. Vanta tuttora il record di strike out (2.884) e di vittorie (235 contro 83 sconfitte). È stato il miglior lanciatore di sempre del nostro baseball e anche miglior battitore per due volte (.287 di media e 45 fuoricampo).

## Curiosità
- Nel 1952 in un incontro a Roma contro la Spagna gli fu consegnata la prima palla da un lancio di Gregory Peck, il bellissimo attore fuggito dal set romano di “Vacanze romane” era presente in tribuna. L'americano diede l'avvio a match dicendo: "Go, Giulio". Al riguardo esistono alcuni filmati di quell'evento e numerose fotografie scattate dai fotografi sportivi e non presenti all'incontro.
- Gli fu attribuito un flirt con Brigitte Bardot (fonte articolo Corriere dello Sport del 21/06/2015)